# Korzenie powietrzne

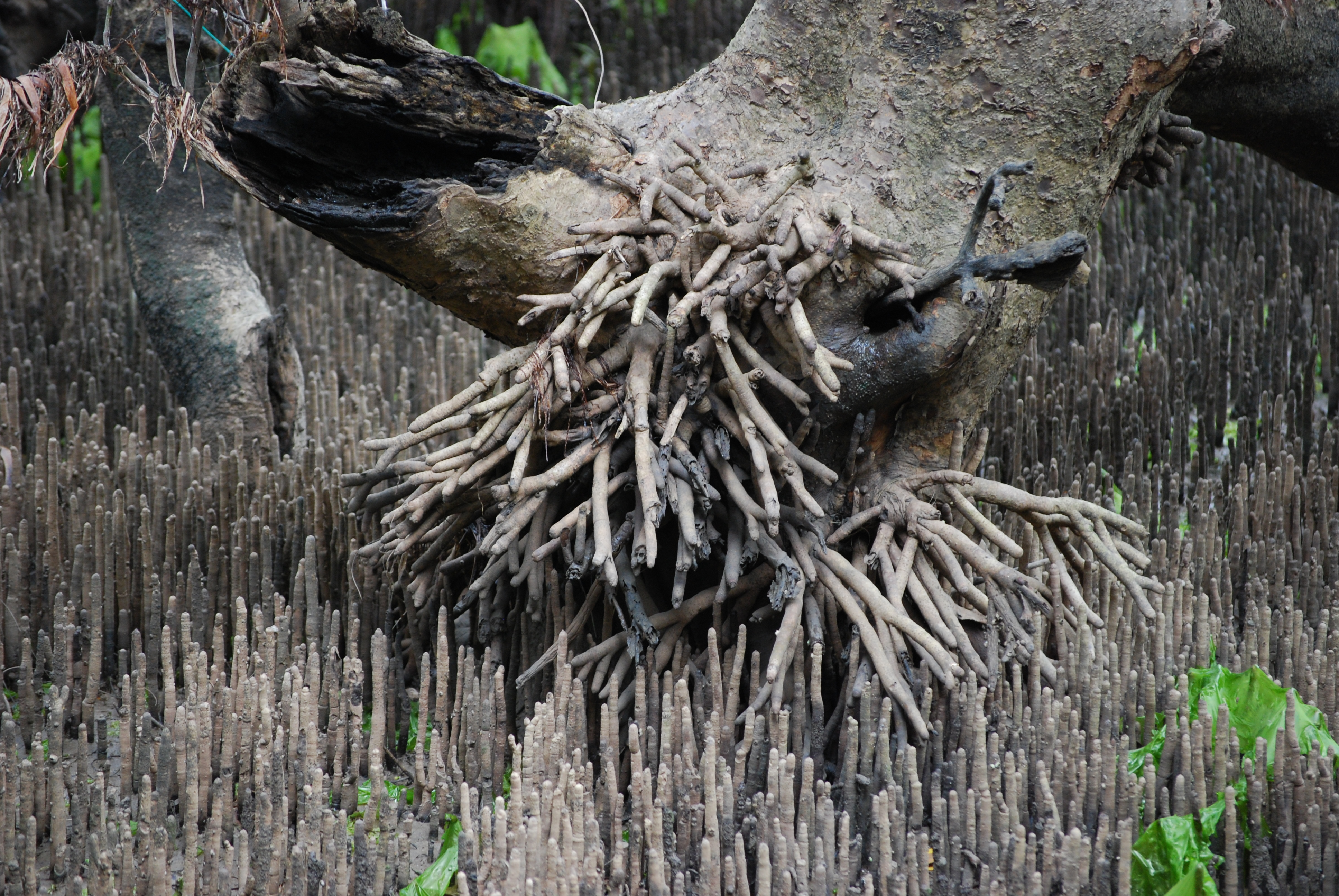
Korzenie powietrzne Avicenna marina u góry, u dołu korzenie oddechowe

Korzenie powietrzne – zmodyfikowane korzenie, które pobierają wodę z powietrza. Tkanka pokrywająca korzenie to wielowarstwowa skórka zbudowana z kilku warstw martwych komórek. Warstwa ta, nazywana welamenem, niczym gąbka chłonie wodę z opadów deszczu i parę wodną. Welamen tworzy srebrnobiałą okrywę. Jego komórki są wypełnione powietrzem i zazwyczaj w ścianach komórkowych mają pory. 
Korzenie powietrzne występują między innymi u epifitów, np. u monstery dziurawej. Mogą wchłaniać nie tylko wodę i parę wodną, ale także gazowe składniki powietrza (np. amoniak), które następnie roślina wykorzystuje w swoich procesach przemiany materii.